# 石畳

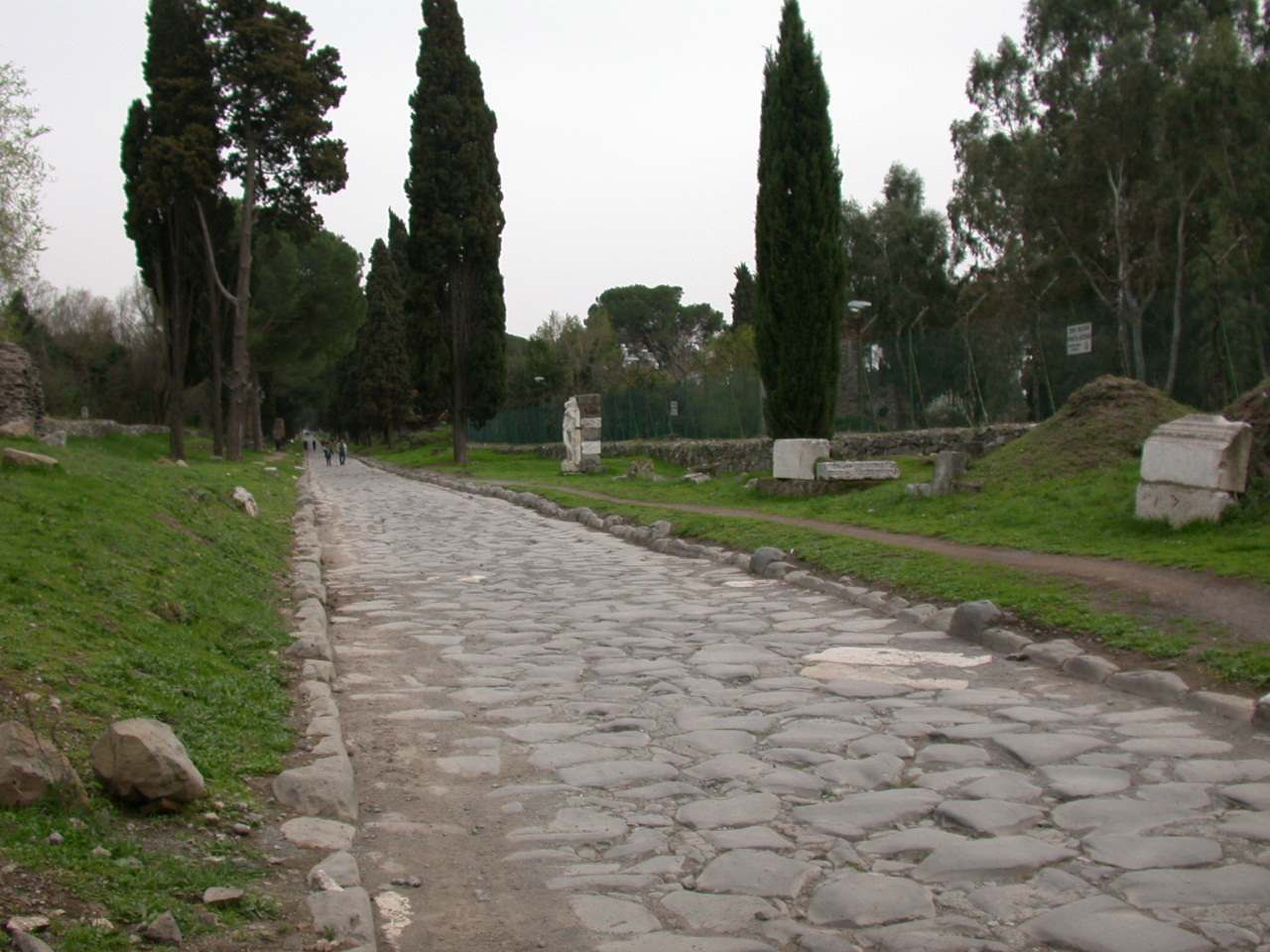
アッピア街道（ローマ市内）

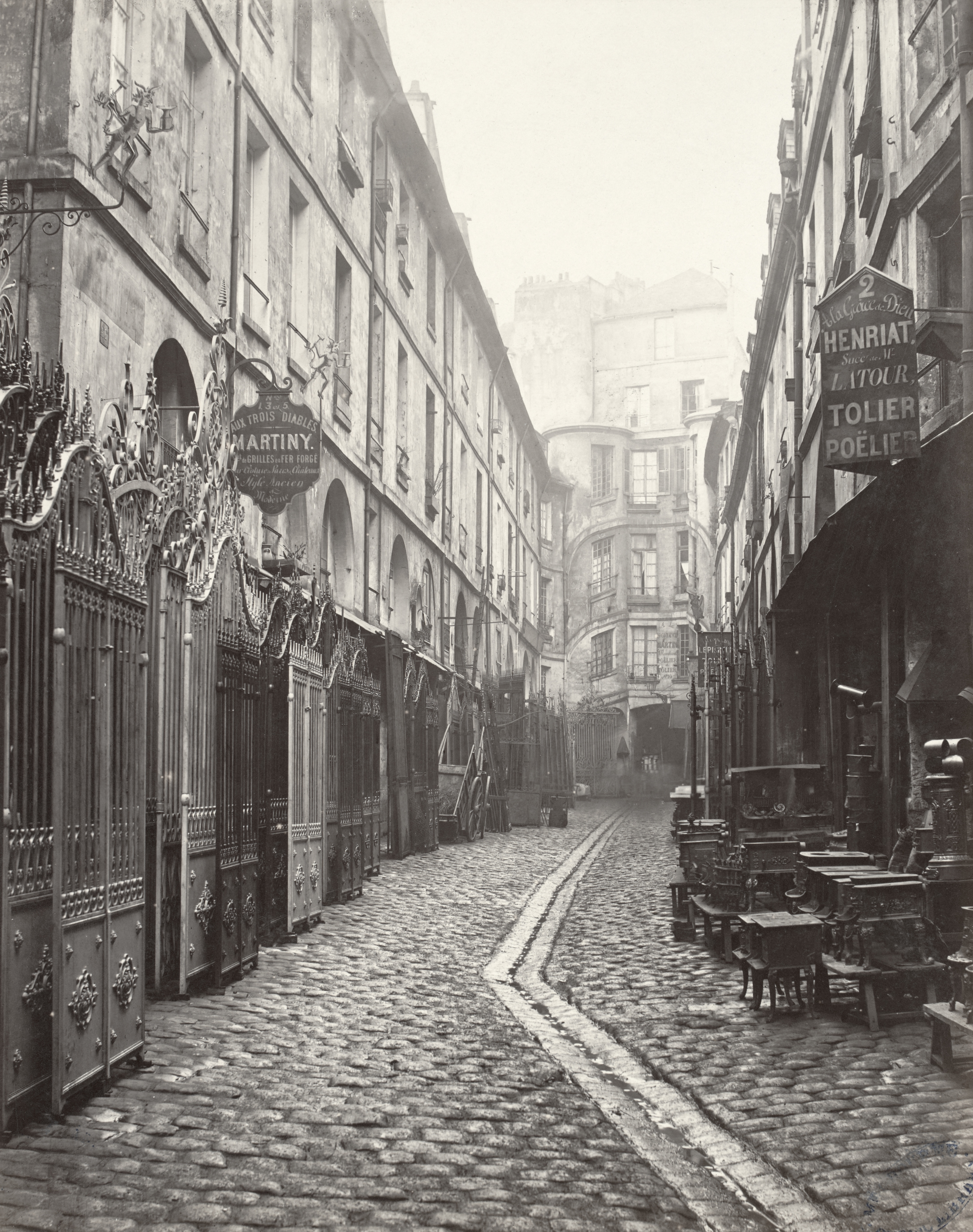
パリの石畳（Passage du Dragon, 1853年。Charles Marville写真）

石畳（いしだたみ、甃、石甃; フランス語: pavé パヴェ、英語: pave ペイヴ）は、「甃」とも「石甃」とも書き、石を用いた舗装のことである。

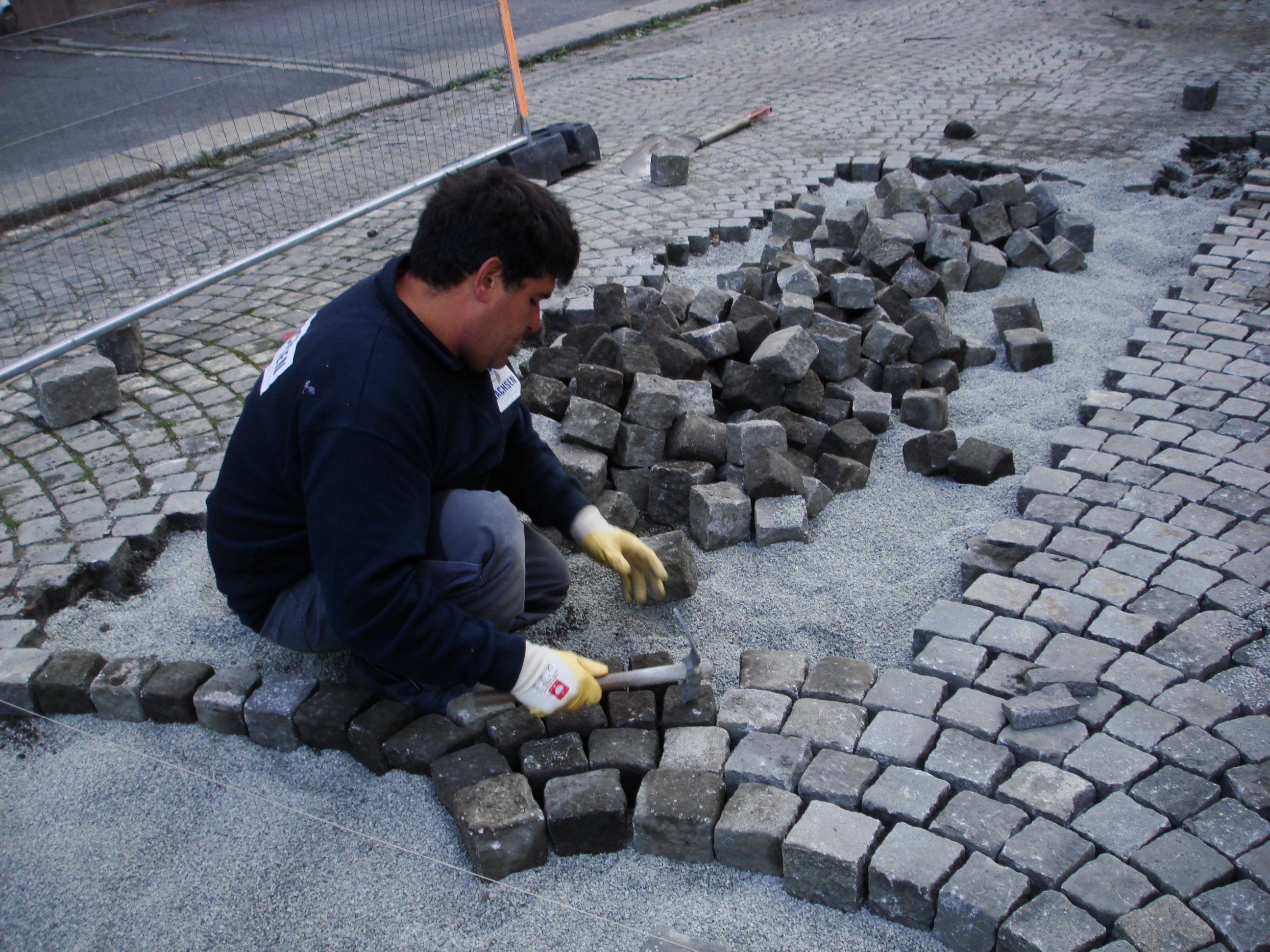
石畳を施工しているところ（オスロにて）。サイコロ状の石をならべている。敷石が上から見て正方形に見える場合は、敷石を取り出してみるとサイコロ状になっていることが一般的。

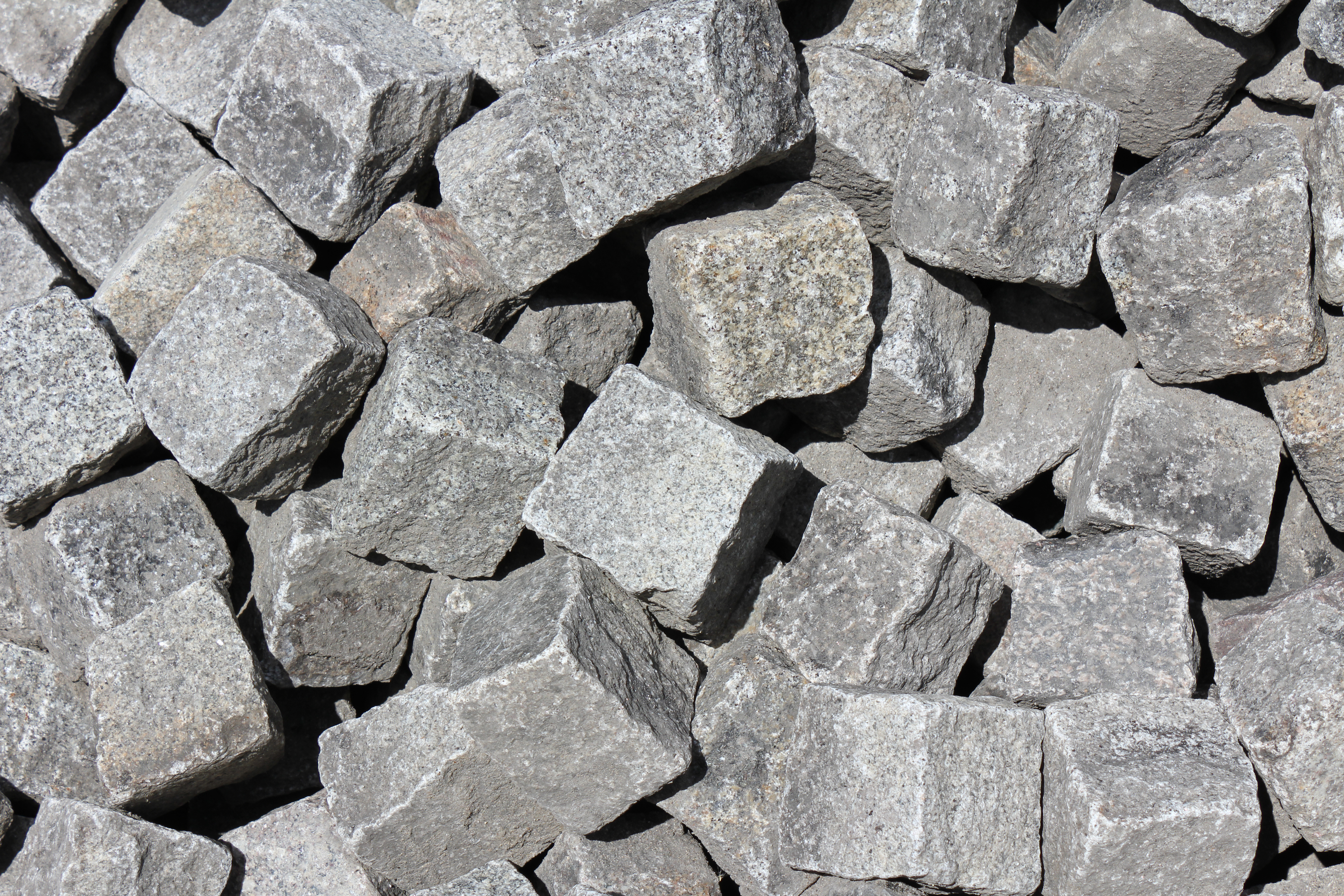
材料となる敷石の山。サイコロ状のもので、施工すると上からは正方形に見えるもの。

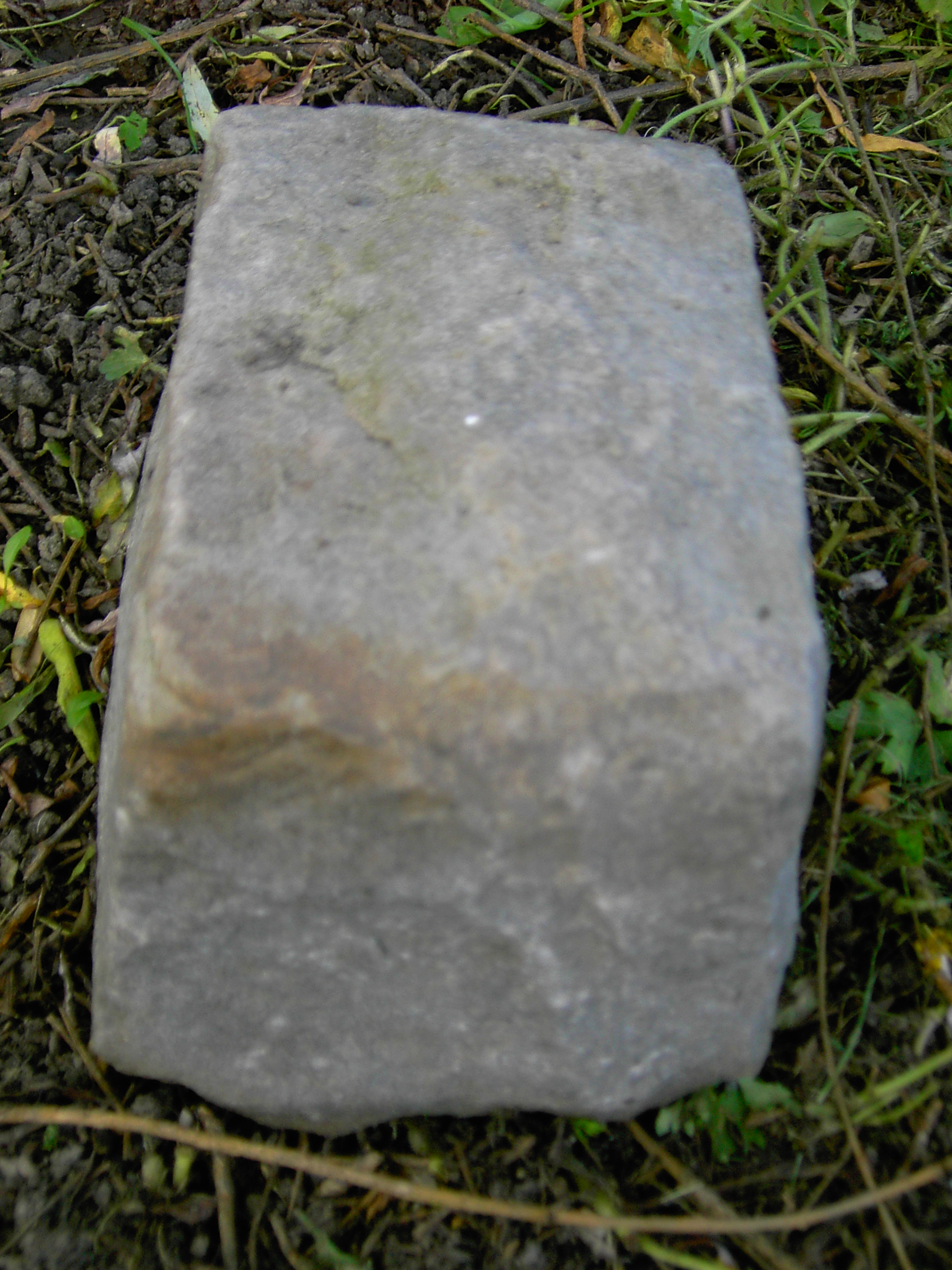
上から見ると長方形に見える敷石。実は薄くはなく、横から見ると正方形に近く、石を取り出した形としては、2面がほぼ正方形の直方体（正四角柱）である。

石を畳のように一面に敷き詰めるので「石畳」と言う。大辞泉には「平らな敷石を敷き詰めた所」などと書いてあるが、この説明は誤解を生む可能性がある。「平らな石」というと、石が薄いかのような印象を生みがちであるが、近代・現代の欧州の街の歩道でよくある石畳では、用いている石は、サイコロ状の石である。よって「平らな敷石」と言うのではなく、たとえば「表面が平らな敷石を...」あるいは「表面が平面的になっている敷石を...」と説明するほうが誤解を生まないであろう。

## 概説
一般に自然石を用いる。自然石の形状をあらかじめ加工したものを用意し、それを並べる。ごく稀に人造石を用いることもある。
主に道路、公共施設、公園、住宅の敷地内などに利用される。
なぜ石畳を用いるか、用いたか、と言うと、道の最も素朴な状態というのは、草地などを人や家畜などが頻繁に歩く結果として草が無くなっているところの筋が出来ている状態や、森や林の樹木を切り倒して人が歩ける状態にしたものであり、つまりは基本的に土などがむき出しの状態なのであるが、土そのままの道では雨が降るとぬかるんでしまい、歩行者も馬車も非常に苦労させられた。泥で足がとられたり、車輪が泥の中に沈みこんでしまい、進むことができなくなってしまうのである。石を敷き詰めることで、ぬかるむのを防ぐことができるようになり、雨天でも進むことができるようになったわけである。
初期の石畳は、自然石をほとんど加工せず用いたものが一般的であった。よって石の表面は平面的ではなく、丸みを帯びて盛り上がっていた。やがて石をあらかじめ加工して、平らな面を作り、その平らな面を上になるようにして敷き詰めることが行われるようになった。そして、ヨーロッパの街などでは最初からサイコロ状の石を用意して、それを並べてゆく方法が一般的になった。
石畳の、アスファルトと比較した場合の長所のひとつは、石と石との間から雨水が地面に吸い込まれてゆくので、都市部などで水が溢れて洪水のようになったり、下水管に雨水が集中しすぎないことである。あとは、アスファルトに比べて、歴史を感じさせ、情緒あふれる景観となることである。歴史的なたたずまいを魅力として前面に出している都市では、道路も 現代風で味気ないアスファルトなどにしてしまうより 石畳にしておくほうがはるかに価値があり、大切な観光資源であり、より多くの観光客をひきつける。
石畳をアスファルトと比較した場合のデメリットは、自動車などの走行時の抵抗（広い意味での摩擦）が大きくなることであり、また自動車の走行時にタイヤと敷石が接する音が若干うるさい（「ポコポコ...」といった音がする）といったことである。
また、暴動の際に石畳を剥がし投石用の石として用いられることがあり、実際にパリの五月危機では、学生たちがデモで投石をするために多くの石を剥がして用いた。日本では恵比寿駅東口に用いられていた石畳が1960年の安保闘争の際に石畳の石が投石の石として使われることを懸念してアスファルトに塗り替えられた。
自動車と関係する話としては、以前はヨーロッパ車は、石畳上を走行することも多かったので、石畳の走行も十分に考慮してサスペンションの設計や味付け、タイヤの選択などがされている車種もかなりあった。

## 歴史と事例

### 欧州

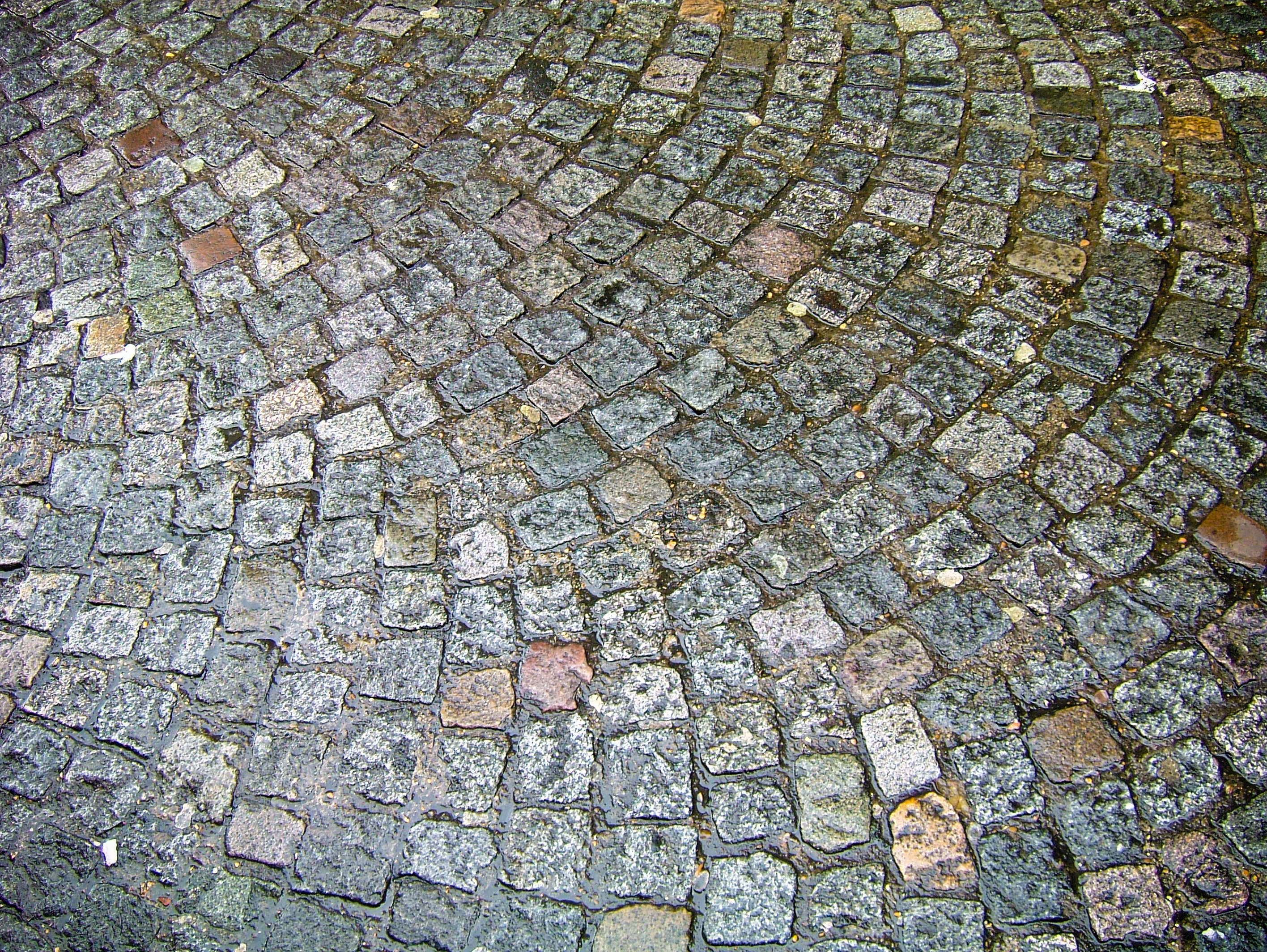
モンマルトルの石畳

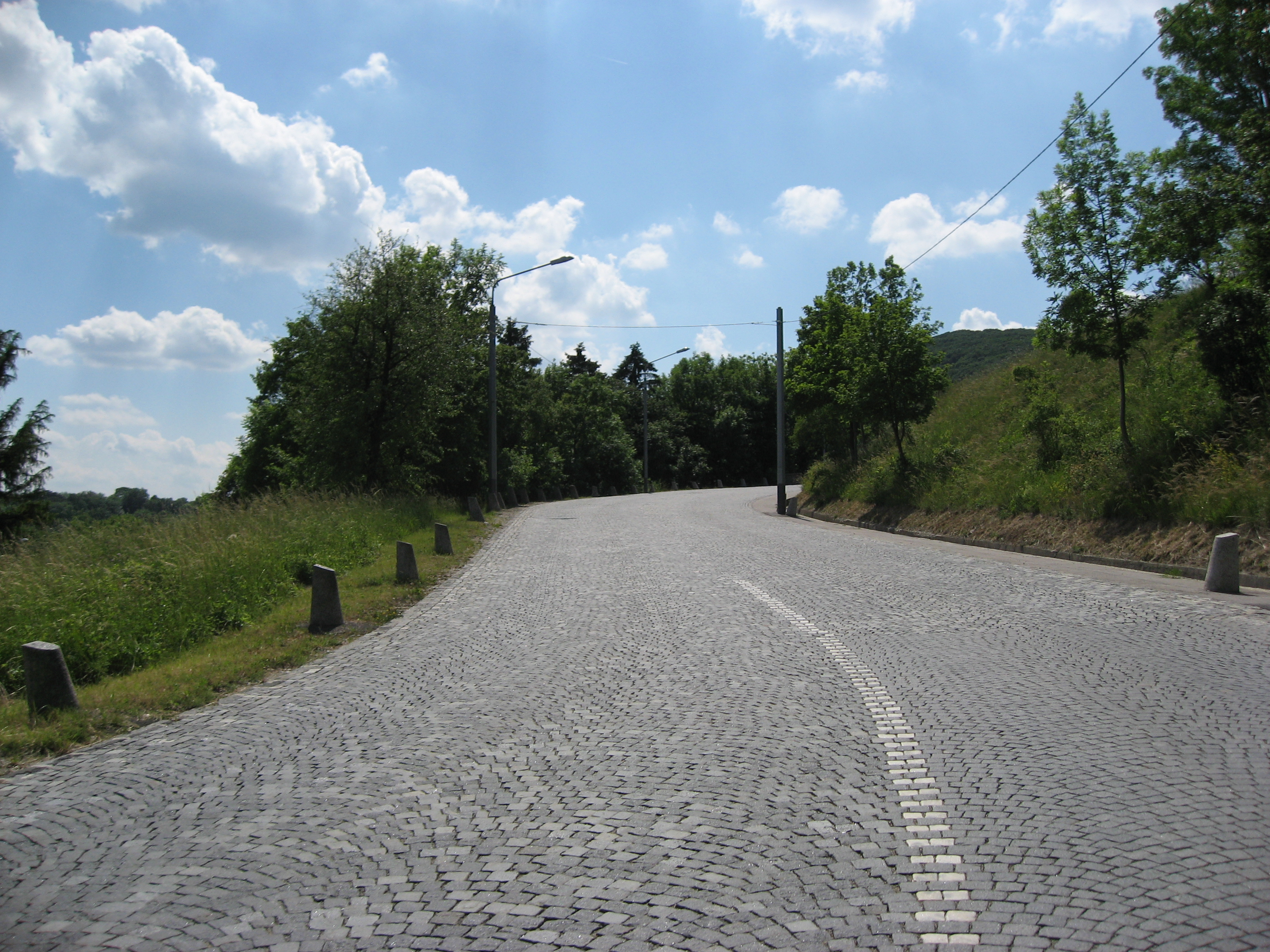
CobenzlとKahlenbergを結ぶ、現代の石畳の道路（オーストリア）。自動車用のセンターラインも白っぽい敷石を用いて引いてある。

歴史的に古くて著名なものを挙げると、紀元前にローマ帝国により舗装されたローマ街道（アッピア街道など）が有名である。
ヨーロッパの大部分は、かつてローマ帝国の市民からは「ガリア」と呼ばれていて、辺境の地、まともな文明が無い野蛮な者たちが住んでいる地域と見なされていた場所であるが、そこにローマ帝国の者たちが進軍・進出してきて、ローマ帝国の一部、一地方となり、ローマ人たちがさまざまな文化を持ち込んできて、それがその後にフランス、ドイツ等々のヨーロッパ各国の文化として継承された。道路を石畳にすることも、ローマ的な文化のひとつである。またローマ帝国の首都のローマも街は石畳にあふれていて、ヨーロッパの様々な都市の街路・歩道も石畳で覆われることになった。現在でも多くの都市で石畳が使用されており、欧州の都市景観の一部となっている。
かくして、ヨーロッパでは主たる道路のほとんどが石畳であったが、20世紀になって、自動車が次第に普及すると、人が歩く場所（歩道など）は石畳で残したものの、自動車が走るところは多くがアスファルトに徐々に置き換わっていった。が、パリなどの歴史がある街では、細い路地は石畳が残してある場所が多くある。また、田舎の街や街道でも石畳の道は一定程度残っている。
自転車ロードレースでも、パリ〜ルーベなど石畳が名物となっているレースがあるほか、ツール・ド・フランス等のステージレースでも一部で石畳の区間が設定されることがある。アスファルトの道と石畳の道とでは、ブレーキやハンドルの効きが異なっていて、ある程度慣れが必要で、不慣れな選手では転倒してしまう率が増す。石畳慣れしている選手はそうでない選手よりも有利な戦いをすすめることができる。

### 日本

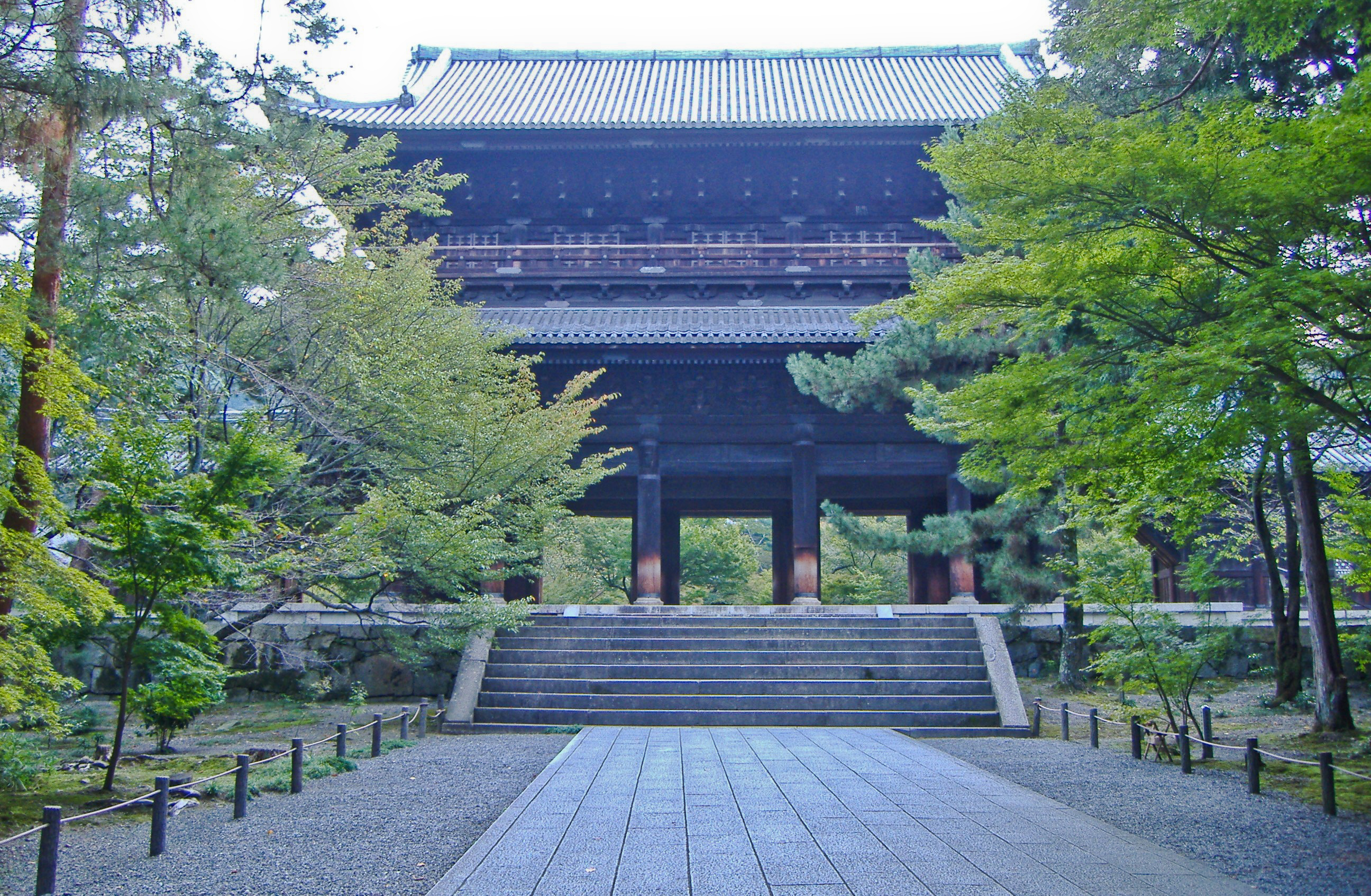
南禅寺山門前の石畳（京都市）

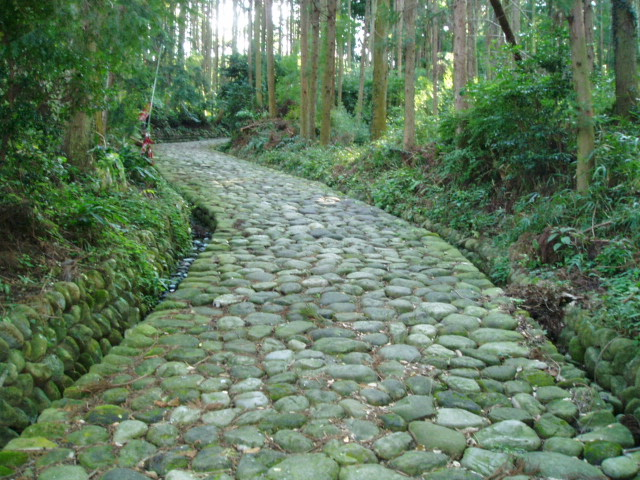
旧東海道金谷坂石畳。明治以降工事で取り除かれていたが、金谷町（現・島田市）が1991年（平成3年）に再現した。

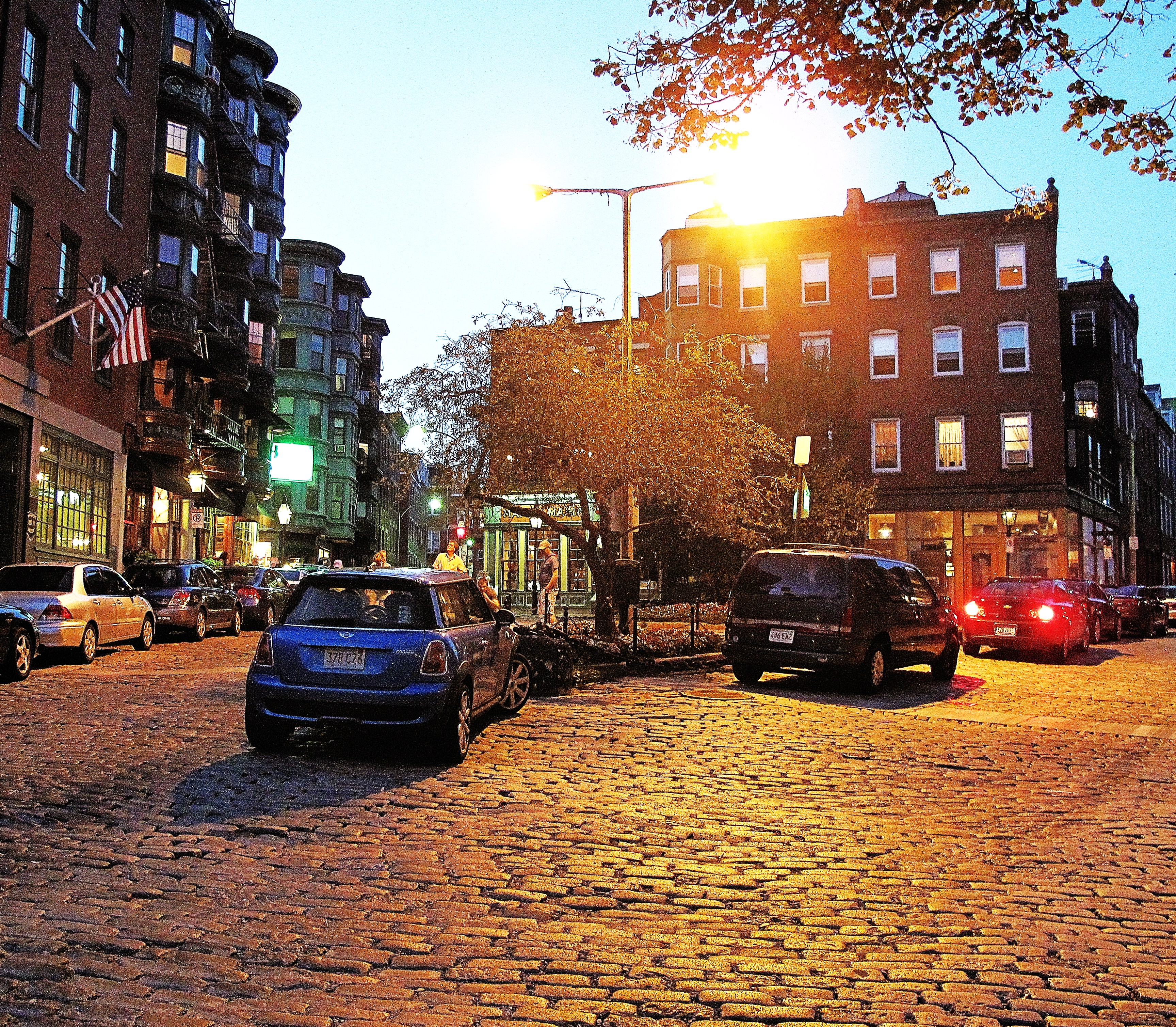
ボストンの石畳（2011年)

寺社
伝統的な使用例では、寺社の参道や境内の歩道に石段との組合せで多くの例がみられる。一方、街道や都市の道路などに石畳が用いられることもあった。
沖縄県の官道
沖縄県那覇市にある首里金城町石畳道は、琉球王国時代の官道（国道）として首里から各地方に伸びる幹線道路として整備された真珠道の一部。琉球王国時代の官道は現在も各地の山間部、集落内に散在する。
国道308号
奈良県生駒市と大阪府東大阪市との境にある暗峠には、江戸時代に郡山藩によって石畳が敷設された区間が現存している。この区間は1970年(昭和45年)に国道308号に指定され、日本で唯一の石畳で舗装された国道となっている。
旧街道
難所は江戸幕府により石畳による整備が命じられた。旧東海道では、箱根と菊川宿に当時の石畳が一部現存している。菊川宿に連なる金谷宿のものは明治以降工事などで取り壊されていたが、平成3年（1991年）に430mの石畳が復元された。また、主に荷車通行用の側道として設けられた車石もあった。
劣化
山形市は、山形駅西口付近の市道を中国産御影石で自然石舗装を行ったことがあったが、20年程度で雪国特有の凍上や交通量の変化により劣化の進行が顕著となった。山形市は石畳の維持をあきらめ、2018年以降、アスファルト舗装に戻すことを計画している。